# Jackass
Jackass es una serie de televisión estadounidense de comedia y slapstick creada por Jeff Tremaine, Spike Jonze y Johnny Knoxville. Se emitió originalmente como una serie de tres temporadas cortas en MTV entre octubre de 2000 y agosto de 2001, con repeticiones hasta 2002. La serie incluía una recopilación de acrobacias y bromas dolorosas y vergonzosas, tanto entre ellos como al público. El elenco habitual incluía a Johnny Knoxville, Bam Margera, Chris Pontius, Ryan Dunn, Steve-O, Dave England, Ehren McGhehey, Jason «Wee-Man» Acuña y Preston Lacy.
Después de que MTV terminó las transmisiones de Jackass en 2002, creció hasta convertirse en una franquicia de medios, que incluye los spin-offs Wildboyz y Viva La Bam; cinco largometrajes lanzados por Paramount Pictures, cuatro de los cuales con películas recopilatorias ampliadas; un videojuego y un juego para dispositivos móviles; conjuntos de DVD en caja con material inédito del programa de televisión original, un sitio web de corta duración que presenta blogs y videos, mercadería y varios otros videos lanzados por varios otros medios.
La serie Jackass fue controvertida debido a su aparente indecencia y su posible incitación a comportamientos peligrosos. El programa se ubicó en el puesto 68 de la lista de «Nuevos Clásicos de la Televisión» de Entertainment Weekly y es una parte importante de la cultura popular estadounidense de la década del 2000.

## Historia

### Orígenes y elenco
Para finales de los años 90, el aspirante a actor y escritor Johnny Knoxville se mudó de Knoxville a Los Angeles, allí trabajó en comerciales para mantener a su esposa e hija. Dentro de sus planes estaba escribir un artículo que involucrara probar diversos equipamientos de defensa personal en él mismo, en homenaje a su héroe, el periodista Hunter S. Thompson. Se contactó con diversas revistas; sin embargo ninguna aceptó su idea, hasta que en 1999 lo contactó Big Brother, una revista de comedia y skate, para la cual Jeff Tremaine era editor, fue este último quien convenció a Knoxville de hacer las pruebas y grabarlas. Dentro de los trucos que realizó Knoxville se encuentran probar gas pimienta, una pistola paralizante, un taser, y una pistola calibre 38 con un chaleco antibalas, que fue incluido en el video de Big Brother titulado "Number 2", en donde también apareció un futuro integrante de Jackass, Jason "Wee Man" Acuña. Dentro de los contribuidores de Big Brother en ese tiempo se encontraban Rick Kosick, Chris Pontius, y Dave England, quienes se convirtieron posteriormente en parte del equipo de Jackass.
Durante este tiempo, Bam Margera lanzó una película titulada Landspeed: CKY, que consiste en sí mismo y sus amigos, que él denominó la "Tripluacion CKY", en West Chester, Pennsylvania, la realización de diversas obras de teatro y acrobacias. La Tripulación incluido el colorido elenco de Ryan Dunn, Brandon Dicamillo y Raab Himself, así como de la familia Margera, April, Phil, Don Vito, y Jess Margera. Tremaine vio las cintas y redactó Margera y su equipo en lo que se convertiría en el elenco de Jackass. Más tarde, el equipo de Jackass contrataría a Steve-O en Florida donde trabajó como payaso. Para completar el elenco, Dave England trajo a su amigo Ehren McGhehey, un compañero de Oregón residentes y participante truco extrema, Preston Lacy sería la última de lo que ahora se considera el reparto principal de unirse, de audicionar a mitad de la carrera del espectáculo por comer cuatro plátanos con las cáscaras en el piso. Tremaine redactado su amigo, el director Spike Jonze, a involucrarse con el espectáculo, y juntos, él, Jonze, y Knoxville sirvió como productores ejecutivos. La idea espectáculo se concretó, y el elenco recibió una oferta Saturday Night Live para realizar las acrobacias semanales para el programa, aunque la oferta fue rechazada. Posteriormente una guerra de ofertas se produjeron entre Comedy Central y MTV, que finalmente ganó. Fue entonces cuando nació Jackass.

## Lista de episodios
- Temporada 1

1. "Cóctel de caca"
2. "Conductor ciego"
3. "Bam pateando el culo de su papá todo el día"
4. "Bandeja de caca"
5. "Miano"
6. "Justa de caca"
7. "Ataúd"
8. "Santa colónico"
- Temporada 2

1. "Prueba de la copa"
2. "Jai Alai"‌‌
3. "El lazo"
4. "Wakeboard"
5. "Rosquilla"
6. "Honda"
7. "Auto de Eddie"
8. "El Matador"
- Temporada 3

1. "Barba de sanguijuelas"
2. "Espermatón"
3. "Sillas de oficina"
4. "Resbalón y deslizamiento"
5. "Parabrisas ensangrentado"
6. "Playgirl Poncio"
7. "Alfombra ensangrentada"
8. "El mojador de la cama"
9. "Gumball Rally 3000"

## Reparto

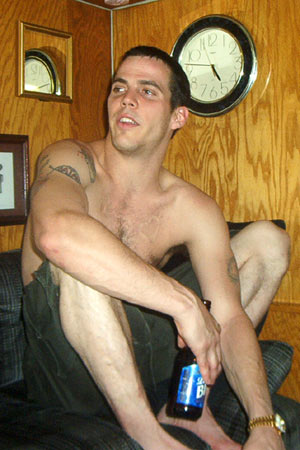
Steve-O en 2003.

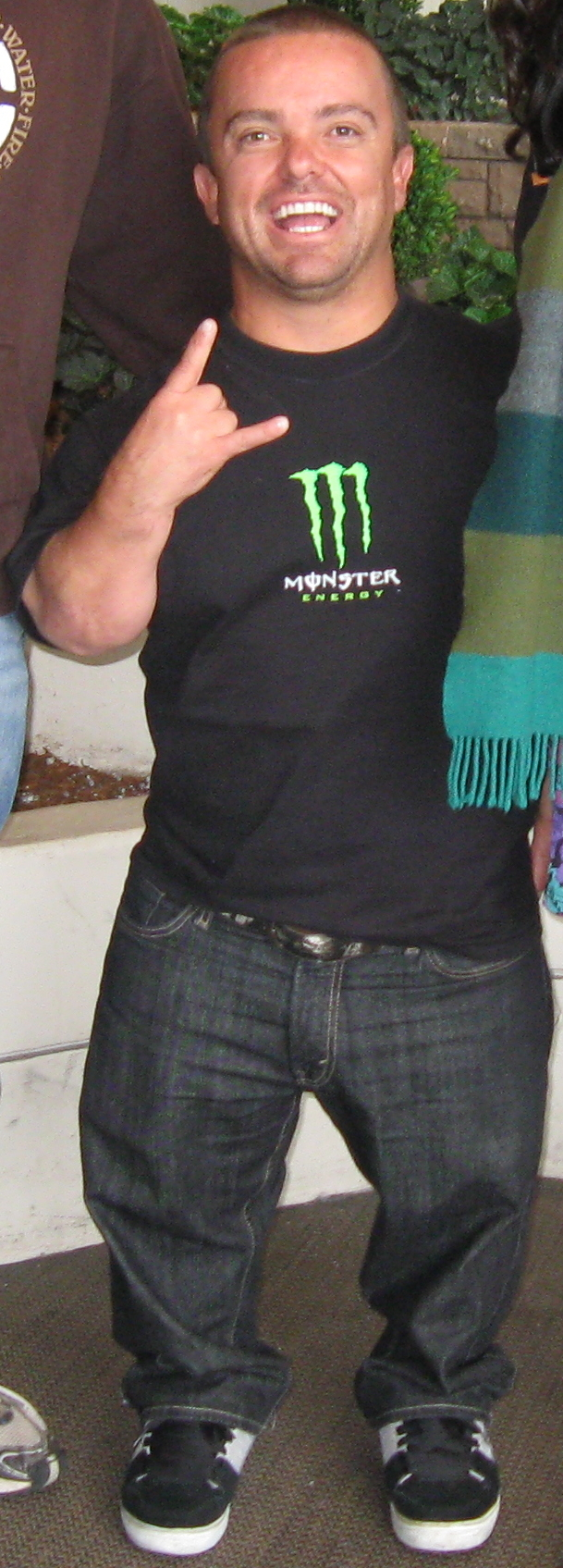
Wee-Man en 2009.

### Principales
- Johnny Knoxville
- Bam Margera
- Chris Pontius
- Steve-O
- Preston Lacy
- Jason «Wee-Man» Acuña
- Ryan Dunn †
- Dave England
- Ehren McGhehey

### Secundarios
- Jeff Tremaine - director
- Alex Shakur - protagonista
- Rick Kosick - camarógrafo
- Lance Bangs - camarógrafo
- Chris Raab -
- Bradon DiCamillo
- Dimitry Elyashkevich
- Greg Iguchi (Guch) - camarógrafo
- Sean Cliver - productor
- Phil y April Margera - padres de Bam Margera
- Jess Margera - hermano mayor de Bam Margera (baterista de CKY)
- Vincent Margera (Don Vito) † - tío de Bam Margera
- Manny Puig
- Nigel Hudson
- Spike Jonze
- Greg Shapiro
- Mikey LeBlanc
- Brandon Novak
- Loomis Fall
- Rake Yohn
- Stephanie Hodge
- Ouk Su Acuña
- Trip Taylor - productor de Jackass 2, Jackass 2.5 y Jackass 3D y productor ejecutivo de Wildboyz.

### Invitados
- Tony Hawk
- Rommel Delgado
- Matt Hoffman
- Luke Wilson
- Shaquille O'Neal
- Ville Valo (amigo íntimo de Bam Margera y líder de la banda finlandesa HIM)
- ButterBean
- Clyde Singleton
- Rip Taylor
- Three 6 Mafia
- Walter Tic
- Kobe Bryant
- Brad Pitt
- Britney Spears
- The Dudesons (En la película Jackass 3D)
- Eric Koston
- Seann William Scott (En la película Jackass 3D)

### Fin de la serie
En una entrevista que se hizo el 2001 para la revista Rolling Stone, Johnny Knoxville anunció que el programa terminaría después de que saliera al aire la tercera temporada. También se molestó porque MTV decidió censurar algunos capítulos.
Cuando la tercera temporada salió en el 2002, MTV (que tenía los derechos de Jackass) decidió continuar con la serie pero con otros miembros. Por algunos problemas de MTV como la partida de Bam Margera y su grupo a la mitad de la tercera temporada, el equipo de Jackass decidió no darle un cierre a la serie.

## Películas

### Jackass: The Movie
El 25 de octubre de 2002 fue estrenada Jackass: The Movie. Dirigida por Jeff Tremaine, producida por Sean Cliver, Dimitry Elyashkevich y Spike Jonze, escrita por Jeff Tremaine, Spike Jonze y Johnny Knoxville y distribuida por Paramount Pictures, MTV Films, Dickhouse Productions y Lynch Siderow Productions. Esta una continuación más aventurada de la serie bajo el eslogan de "Con escenas que nunca verías por televisión". Aunque haya sido filmada con solo 5 millones de dólares, ganó $79 millones de dólares en todo el mundo. Cabe resaltar que el tema que usan en el intro de la película es la Opera "carmina burana" con la versión del músico Carl Orff (1936) en su parte "oh fortuna" Fortuna Imperatrix Mundi.

### Jackass Number Two
El 22 de septiembre de 2006 fue estrenada Jackass Number Two, dirigida por Jeff Tremaine y producida por Sean Cliver, Dimitry Elyashkevich y Spike Jonze, escrita por Jeff Tremaine, Spike Jonze y Johnny Knoxville y distribuida por Paramount Pictures, MTV Films, Dickhouse Productions y Lynch Siderow Productions, los mismos encargados de la primera película.
Esta segunda parte continúa la misma línea de la primera cinta…

### Jackass 2.5
Steve-O (uno de los miembros del equipo de Jackass) aseguró en septiembre de 2007 en un programa estadounidense que la tercera película de Jackass se comenzará a rodar en enero de 2008, desde luego una gran noticia para todos los seguidores de Jackass.«"Jackass 2.5"». IMDb. Consultado el 10 de enero de 2011.
Esto se confundió con el lanzamiento de Jackass 2.5, partes desechadas de Jackass 2, y que se estrenaría gratis en Internet antes de salir en DVD.
Jackass 2.5 es una "tercera película" surgida por escenas desechadas de la segunda película.
Estas escenas van acompañadas de comentarios de miembros de Jackass y sobre todo del director Jeff Tremaine.
La película estuvo disponible para ver en Internet durante el mes de diciembre de 2007 y se estrenó en DVD el 21 de marzo de 2008.

### Jackass presenta: El tributo de Mat Hoffman a Evel Knievel
Es una película de comedia directa a DVD de 2008 y la primera película de Jackass Presents de la franquicia Jackass.

### Jackass 3D
El rodaje comenzó el 25 de enero de 2010, con el director Jeff Tremaine haciendo pruebas de cámara. Johnny Knoxville anunció el regreso de todo el elenco de las dos anteriores películas.  Paramount Pictures y TriStar compra www.jackass3d.com el dominio completo. Bam Margera también dijo que en el primer mes de rodaje ya tiene 3 costillas rotas, lo que lo puso en reposo en casa hasta que pueda regresar. Johnny Knoxville se lesionó la mano durante una maniobra, posiblemente se lo rompió.
Bam Margera declaró que uno de los trucos tiene la intención de que Ryan Dunn se despertara y Bam le orinara la cara, tirándole harina en la cara al sujeto, puñetazos en testículos, y luego liberar a seis murciélagos en la habitación, y cerrar la puerta".
Además, de acuerdo a Deadline.com, un truco llamado "El Heli-cockter" también ha sido filmado. Chris Pontius se ata un control remoto que funciona en helicóptero desde su pene, y sonrió mientras se balanceaba alrededor. Al parecer, el montaje fue mostrado a los ejecutivos de Paramount en su formato 3D. Se estrenó el 15 de octubre de 2010.

### Jackass 3.5
Es la secuela de 2011 de Jackass 3D, compuesta de grabaciones durante la filmación de Jackass 3D y entrevistas del elenco y equipo (parecida a Jackass 2.5). El primer tráiler de la película fue estrenado en línea el 27 de enero de 2011 y la película fue lanzada en Blu-Ray y DVD el 14 de junio de 2011.

### Jackass Presents: Bad Grandpa
Es una comedia filmada con cámara oculta en 2013,  dirigida por Jeff Tremaine y escrita por Tremaine y Johnny Knoxville. Es la cuarta entrega de la serie de películas Jackass.La película está protagonizada por Johnny Knoxville y Jackson Nicoll. Fue producido por MTV Films y Dickhouse Producciones y distribuida por Paramount Pictures. La película fue estrenada el 25 de octubre de 2013.
La mujer de Irving Zisman de 86 años (Johnny Knoxville), Ellie (Catherine Keener), acaba de fallecer. En el funeral, su hija Kimmie (Georgina Cates) lo presenta con el nieto de 8 años de edad de Irving, Billy (Jackson Nicoll) y le dice que va a volver a la cárcel por violar su libertad condicional y le ordena a Irving que lleve a Billy con su padre.

### Jackass Presents: Bad Grandpa.5
Es una secuela de Jackass Presents: Bad Grandpa realizada con escenas desechadas y jamás antes vistas. Fue estrenada el 8 de julio de 2014.

### Jackass Forever
El martes 20 de julio, se conoció el primer trailer oficial de la cuarta película de Jackass llamada Jackass Forever y dejó ver algunas de las nuevas aventuras con las que nos harán reír, además se confirmo su estreno mundial, el cual sería el 22 de octubre. Debido a la pandemia por COVID-19 el estreno tuvo que ser programado para 2022, saliendo a la luz el pasado 3 de febrero. Esta película, puede ser la ultima Reunión del grupo de amigos liderados por Johnny Knoxville, y combina con nuevos actores como Rachael Wolfson, Zach Holmes, Sean McInerney, Compston Wilson, Eric Manak y Jasper Dolphin. Tristemente, debido a pleitos tras bambalinas, Bam Margera quedó fuera de la película, aun siendo uno de los integrantes más queridos del grupo.

### Jackass 4.5
Estas atrevidas e inéditas imágenes revelan cómo se filmaron las locas hazañas de la última entrega de la franquicia "Jackass".

## Otros medios

### Videojuegos

#### Jackass: The Game(2007)
Jackass: The Game fue lanzado el 24 de septiembre de 2007. Fue desarrollado bajo licencia por Sidhe Interactive en Wellington, Nueva Zelanda, para PlayStation 2, PlayStation Portable y Nintendo DS. El videojuego se mostró por primera vez en el E3 de 2006 a puerta cerrada. Se menciona en los comentarios de Jackass Number Two: cuando se habla del truco en el que varios miembros reciben un puñetazo en la cara con un guante de boxeo con resorte escondido detrás de un falso San Valentín en una pared, el comentarista dice que los miembros del elenco acababan de subir las escaleras después de filmar una promoción para el videojuego. Knoxville y otros miembros del equipo de Jackass también proporcionaron ideas de acrobacias al desarrollador basadas en acrobacias no utilizadas del programa. En junio de 2007 se lanzó un avance y la portada en el sitio web oficial del videojuego. Todos los personajes principales del programa se presentaron como jugables, excepto Bam Margera, cuyas obligaciones contractuales con Neversoft, creadores de la franquicia de Tony Hawk, le impedían aparecer en cualquier otro videojuego.

#### Jackass Human Slingshot(2022)
Jackass Human Slingshot es un videojuego para dispositivos móviles disponible en Android e iOS y se lanzó el 20 de enero de 2022. En este videojuego, el jugador toma el papel de Johnny Knoxville, el cual debe lanzar desde un tirachinas para sufrir la mayor cantidad de lesiones posible para poder progresar. El videojuego fue desarrollado por BBTV Interactive.

### Cartas coleccionables

#### Zerocool Jackass Trading Cards(2022)
Después del estreno de Jackass Forever en 2022, se lanzó un juego de cartas coleccionables de Jackass. El set contó con autógrafos del elenco y el equipo de Jackass Forever, y varias estrellas invitadas de Jackass Forever. Este conjunto era único en el sentido de que las tarjetas de inserción numeradas especiales se entregaban solo a los miembros del elenco y del equipo, por lo que no había forma de obtener estas tarjetas extremadamente raras directamente de las cajas. La única forma de obtener uno era directamente de uno de los miembros del elenco o del equipo.